# ボトムアップ手法
ボトムアップ手法（ボトムアップしゅほう）とは、木構造 (データ構造)の、最も下から積み上げていく解析、または指示すること。対義語はトップダウン手法。

## 情報処理
完全なボトムアップの場合、つまりシステム自体が複雑なツリー構造をした物の場合、莫大な下位レベルの物から積み上げるため、解析または指示に莫大な時間がかかる。よってトップダウンと併用して行われることが多い。

## 人間関係
組織の下位・下層が意見や案を出し、上位・上層が吸い上げて合意（コンセンサス）や決定に至る形式。下意上達（かいじょうたつ）ともいう。
例
- 工場における現場主義。下層である作業現場の意見が、工場の上層に（場合によっては本社にまで）至って実行される方式。
- 派閥政治。各派閥が異なる意見を出し合い、党首は派閥ごとに異なる意見を吸い上げてから、方針を決定する。
- 議会制民主主義。与党と野党が、議会の場で異なる政策を出して優劣を競う。
- 「正解主義」に対する「修正主義」。多様な意見や考えを組み合わせ、落とし所（納得解）を見付けて意思を決定する。（→藤原和博）

長所
- 下層が意思決定に参加できる。
- 多様な意見が容認され、意見が実行・反映される可能性も上がる。

短所
- 下からの意見が重要なので、決定や終了が遅くなりやすい。結果が出るまでに長時間を要しやすい。